# Baia di Bombetoka
La baia di Bombetoka è una baia del Madagascar nord-occidentale, formata dall'estuario del fiume Betsiboka, nel punto in cui sfocia nel canale del Mozambico.
Le coste della baia ospitano una delle foreste litoranee a mangrovie più estese del Madagascar; tra le specie vegetali presenti vi sono Rhizophora mucronata, Avicennia marina, Sonneratia alba, Ceriops tagal, Bruguiera gymnorrhiza, Xylocarpus granatum, Xylocarpus moluccensis, Lumnitzera racemosa e Heritiera littoralis.